# Chimära

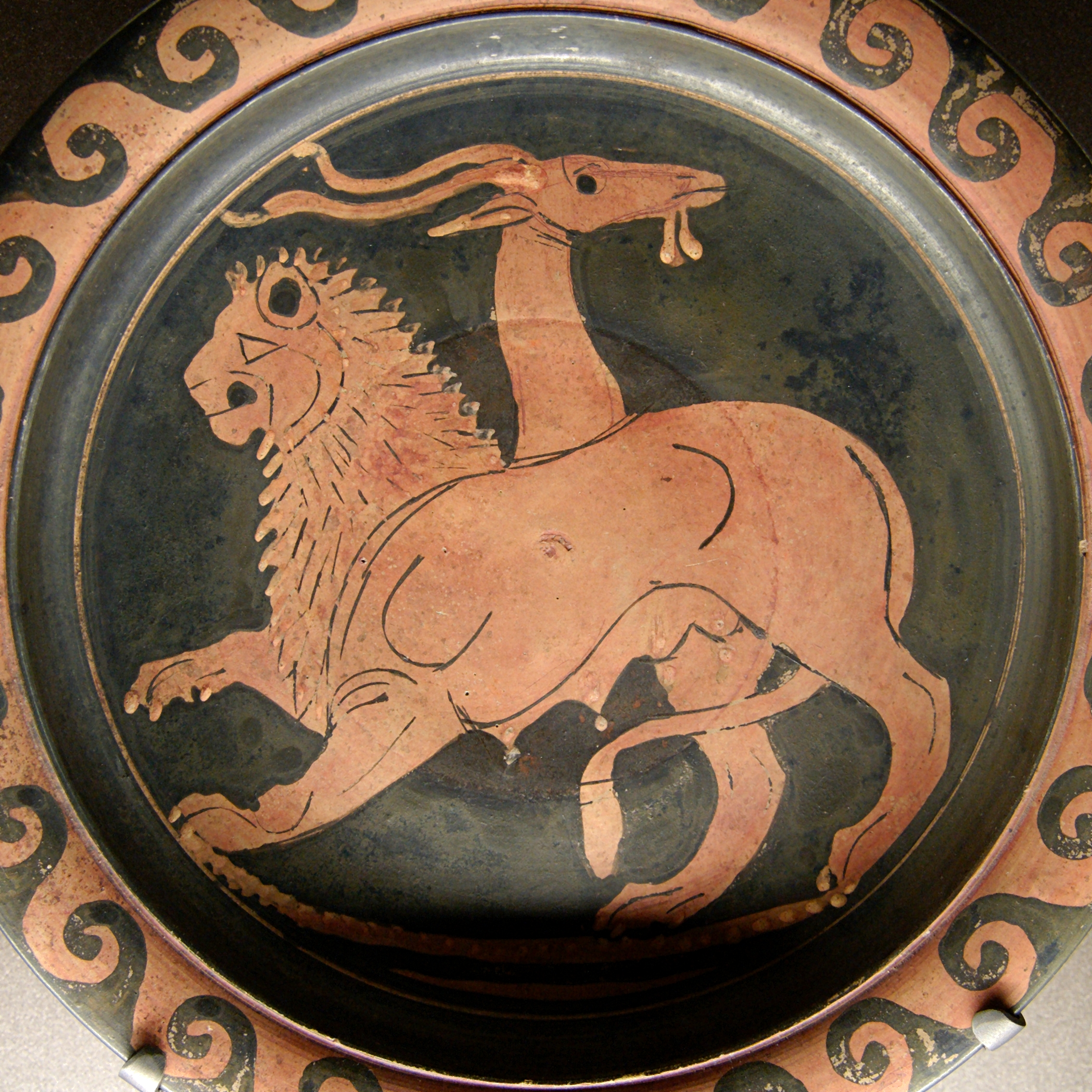
Die Chimära auf einer apulischen rotfigurigen Schale, Lampas-Gruppe, 350–340 v. Chr. (Louvre, Paris)

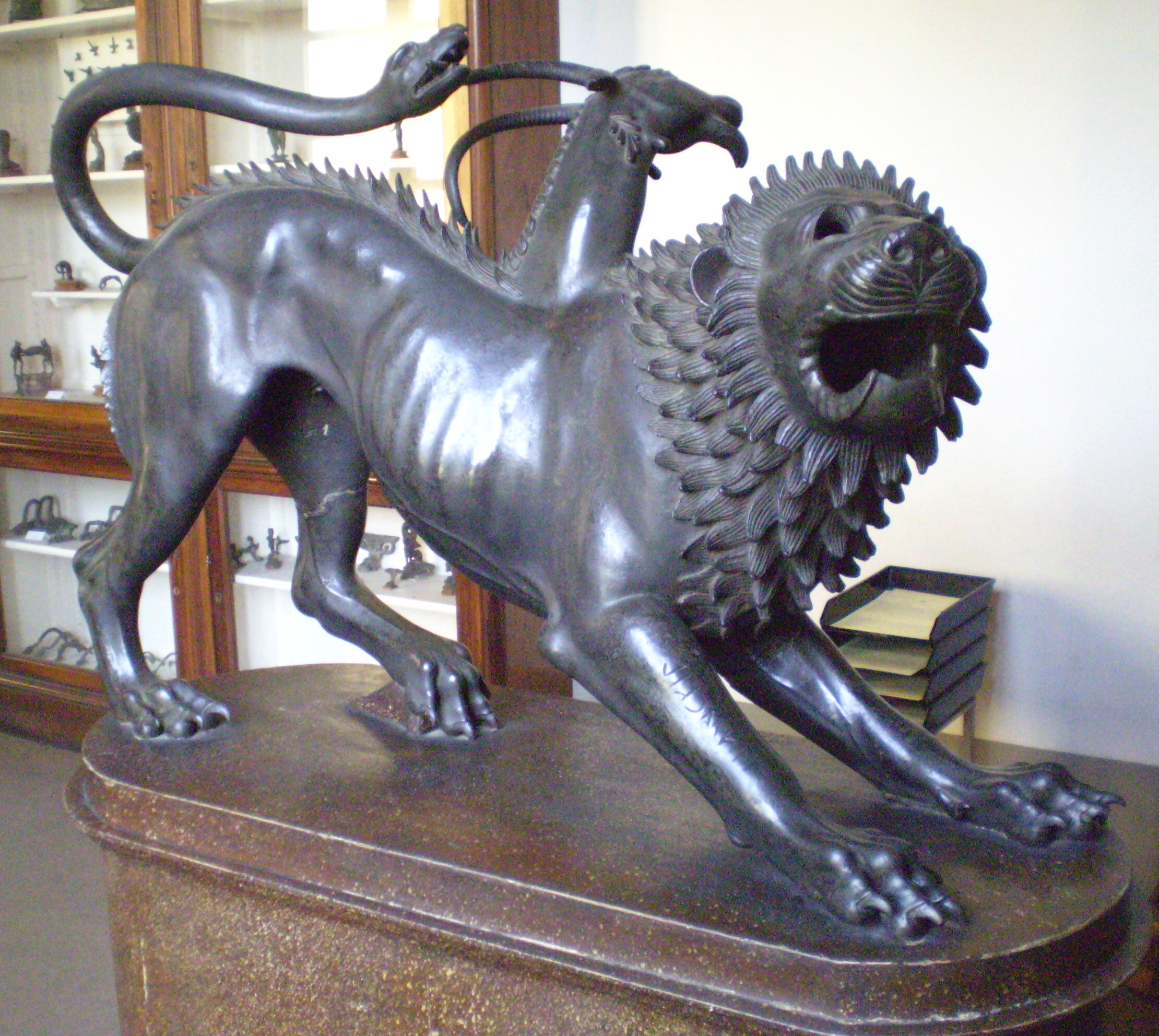
Chimäre von Arezzo, etruskische Bronze-Skulptur (Archäologisches Nationalmuseum Florenz)

Die Chimaira (altgriechisch Χίμαιρα Chímaira, lateinisch Chimaera), eingedeutscht Chimära und Chimäre, ist ein Mischwesen der griechischen Mythologie. Der griechische Name bedeutet eigentlich „Ziege“. Der Begriff Chimäre wurde später verallgemeinert und auf andere Mischwesen ausgedehnt.

## Mythos
Die Chimaira war laut Hesiod eine Tochter der Ungeheuer Echidna und Typhon, ihre Geschwister waren die Hydra, der Kerberos, die Sphinx und Orthos. Sie lebte an dem Platz Chimaira bei Olympos in Lykien, wo sie Mensch und Tier bedrohte; dort treten seit Urzeiten als seltenes Naturphänomen Gase aus dem steinigen Boden aus, die sich entzündet haben.
Homer beschreibt die Chimaira in der Ilias als feuerspeiendes Mischwesen, das vorne wie ein Löwe, in der Mitte wie eine Ziege und hinten wie eine Schlange oder ein Drache gebildet sei. Nach Hesiod hatte sie zudem die drei Köpfe der genannten Tiere.

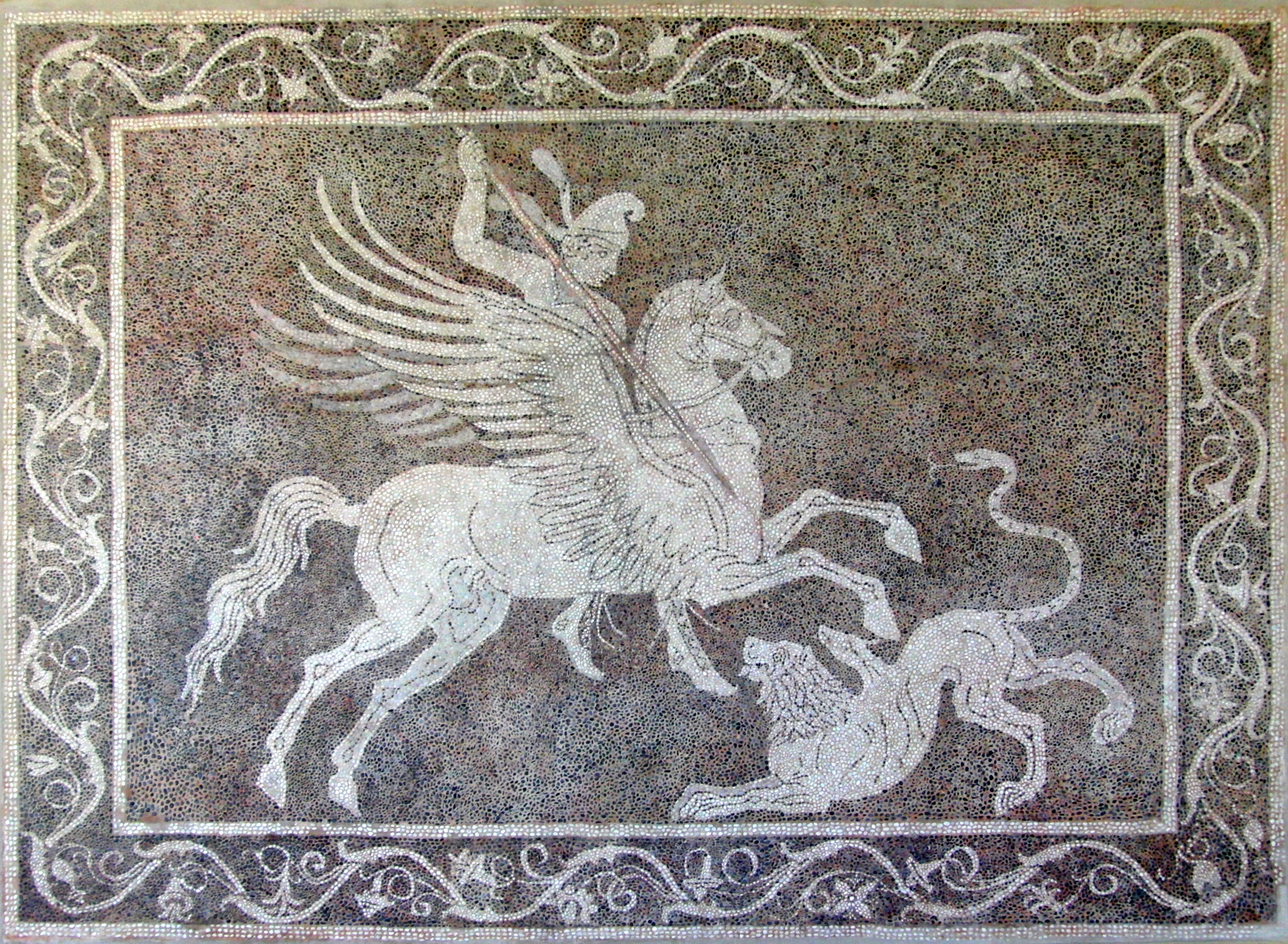
Bellerophon tötet die Chimäre (Mosaik aus Rhodos)

König Iobates gab Bellerophon, einem Enkel des Sisyphos, den Auftrag, die Chimaira zu töten. Hierzu stellte ihm Poseidon ein anderes Mischwesen zur Verfügung: das geflügelte Pferd Pegasos. Aus der Luft konnte Bellerophon seinen Kampf gegen die Chimaira erfolgreich führen. Mit Hilfe eines Bleiklumpens auf der Spitze seines Speeres erlegte er das Ungeheuer, indem er mit einem waghalsigen Manöver den Bleiklumpen im feurigen Rachen der Chimaira unterbrachte. Das Blei schmolz, verstopfte die Atemwege des Wesens und führte somit zu dessen Tod.